# Искакова, Сауле Сабитовна
Сауле́ Саби́товна Иска́кова (род. 12 сентября 1972, Темиртау, Казахская ССР, СССР) — российская певица и актриса дубляжа казахского происхождения. Заслуженная артистка Российской Федерации (2011).

## Биография
Родилась 12 сентября 1972 года в городе Темиртау Казахской ССР.
После школы поступила в Ленинградский государственный институт театра, музыки и кинематографии (ЛГИТМиК) на музыкальный курс при театре «Рок-опера». В 1993 году окончила вуз по специальности «актриса музыкального театра». Работала в театре «Рок-опера», затем перешла в театр «Зазеркалье».
В 1998 году компания «Disney» заключила договор с петербургской фирмой «Нева-1» на озвучание полнометражных мультипликационных фильмов. Сауле Искакова, в числе других артистов театра, прошла кастинг и стала участвовать в озвучании персонажей мультфильма «Геркулес». Впоследствии озвучивала роли в фильмах «Мулан», «Красавица и Чудовище», «Мулан 2», «История игрушек 2», серии мультфильмов о «Микки Маусе» (Минни Маус).
В 2005 году в составе ансамбля «Анима» стала обладателем Премии Критиков на международном музыкальном конкурсе «Piazzolla Music Award» в Казале-Монферрато, голос Сауле Искаковой был особо отмечен критиками.
В 2007 году выступала на Международном фестивале «Maailmantango» в Тампере, в 2008, 2009 и 2010 годах — на фестивале танго «Белые ночи Санкт-Петербурга».
В феврале 2011 года Сауле Искаковой было присвоено звание «Заслуженный артист Российской Федерации».
В настоящее время Сауле Искакова солистка (сопрано) Санкт-Петербургского государственного детского музыкального театра «Зазеркалье». Исполняет партии в спектаклях «Золушка» (Клоринда), «Итальянка в Алжире» (Эльвира), «Порги и Бесс» (Клара), «Так поступают все» (Деспина).
Выступает с танго-оркестрами: «Primavera orquesta» (Санкт-Петербург), «Los Companeros» (руководитель — заслуженный артист республики Карелия Михаил Тоцкий).
С группой «El son de la tierra» дважды участвовала в фестивале аргентинского фольклора «Adentro» (Москва).
В 2022 году с музыкантами «Jioti mantra band» официально выпустила музыкальный альбом «Jioti» на лейбле компании «Digital project».

## Критика
В 2013 году обозреватель «Российской газеты» так отметила выступление Сауле Искаковой с гастролями театра «Зазеркалье» на Новой сцене Большого театра:

Впечатляет и та вокальная легкость, с которой Сауле Искакова и Анна Снегова выводят сложнейшие по виртуозности россиниевские пассажи.— Алёна Карась, «Российская газета»
В 2019 году театр «Зазеркалье» представлял спектакль «Белый Клык» на IV фестивале музыкальных театров России «Видеть музыку»:

Ярчайшим моментом во всех сценах с индейцами стал ритуал общения с древними духами, где солировала Сауле Искакова, создав колоритный образ шаманки Клу-Куч. Зрители, затаив дыхание, слушали её необычное, в духе горлового, пение под аккомпанемент барабанов.— Михаил Кривицкий, «Музыкальная жизнь»

И, конечно, нельзя не отметить Сауле Искакову в роли Шаманки — удивительную актрису, обладательницу академического сопрано, владеющую характерными вокальными приёмами.— Екатерина Кретова, «Московский комсомолец»

## Фильмография

### Дубляж[1][8]
| Год       | Название                                 | Роль               |
| --------- | ---------------------------------------- | ------------------ |
| 1991      | Красавица и Чудовище                     | Белль              |
| 1995      | История игрушек                          | эпизодические роли |
| 1997      | Геркулес                                 | Каллиопа / Мегара  |
| 1997      | Красавица и Чудовище: Чудесное Рождество | Белль              |
| 1998      | Мулан                                    | Мулан              |
| 1998—1999 | Геркулес                                 | Мегара             |
| 1999      | История игрушек 2                        | исполнение песни   |
| 1999      | Микки: Однажды под Рождество             | Минни Маус         |
| 2001—2003 | Мышиный дом                              | Минни Маус         |
| 2001      | Волшебное Рождество у Микки              | Минни Маус / Белль |
| 2001      | Дом злодеев. Мышиный дом                 | Минни Маус         |
| 2002—2007 | Ким Пять-с-плюсом                        | Йори               |
| 2004      | Три мушкетёра: Микки, Дональд и Гуфи     | Минни Маус         |
| 2004      | Мулан 2                                  | Мулан              |
| 2006      | Большое путешествие                      | жук                |
| 2006—2016 | Клуб Микки Мауса                         | Минни Маус         |
| 2013—2019 | Микки Маус                               | Минни Маус         |
| 2017—2021 | Микки Маус: Мир приключений              | Минни Маус         |

### Озвучивание мультфильмов
| Год       | Название                                               | Роль                            |
| --------- | ------------------------------------------------------ | ------------------------------- |
| 2006—2013 | Лунтик и его друзья (Приключения Лунтика и его друзей) | 114-й Муравей (некоторые серии) |
| 2012      | Смешарики. Новые приключения                           | змея Шуша                       |